# Giacinto Giovanni Ambrosi
Giacinto Giovanni Ambrosi (Trieste, 29 gennaio 1887 – Thiene, 26 settembre 1965) è stato un arcivescovo cattolico italiano.

## Biografia
Nato a Trieste nel 1887, entrò nei Cappuccini, per poi essere ordinato sacerdote nel 1909 a Venezia; dopo aver svolto diversi incarichi per il proprio ordine, nel 1938 fu consacrato vescovo di Chioggia. Qui, dopo l'8 settembre 1943, s'impegnò, assieme ai salesiani e ad Antonio Carisi, nella difesa dei perseguitati politici, tra cui partigiani. Dopo la Seconda guerra mondiale, nel 1946, ricordò ai fedeli il dovere di votare al referendum istituzionale, senza tuttavia esprimersi in favore né della repubblica né della monarchia, mentre in occasione delle elezioni amministrative dello stesso anno e di quelle politiche del 1948 sostenne esplicitamente la Democrazia Cristiana.
Nel 1951 fu elevato ad arcivescovo, reggendo Gorizia e Gradisca. Qui, tra le altre, tenne un congresso eucaristico diocesano, ristrutturò la sede della curia, decise l'edificazione di nuove chiese, fece ripartire le attività del seminario e si pose contro il marxismo, rivolgendosi agli Sloveni. Avendo rinunciato alla sede, nel 1962 gli fu assegnato il titolo di Anchialo. Partecipò al Concilio vaticano II. Ritiratosi a Thiene, nel locale convento cappuccino, morì nel 1965; la salma riposa, per sua espressa volontà, nel duomo di Gorizia.

## Genealogia episcopale
La genealogia episcopale è:
- Cardinale Scipione Rebiba
- Cardinale Giulio Antonio Santori
- Cardinale Girolamo Bernerio, O.P.
- Arcivescovo Galeazzo Sanvitale
- Cardinale Ludovico Ludovisi
- Cardinale Luigi Caetani
- Cardinale Ulderico Carpegna
- Cardinale Paluzzo Paluzzi Altieri degli Albertoni
- Papa Benedetto XIII
- Papa Benedetto XIV
- Papa Clemente XIII
- Cardinale Bernardino Giraud
- Cardinale Alessandro Mattei
- Cardinale Pietro Francesco Galleffi
- Cardinale Giacomo Filippo Fransoni
- Cardinale Carlo Sacconi
- Cardinale Edward Henry Howard
- Cardinale Mariano Rampolla del Tindaro
- Cardinale Rafael Merry del Val
- Arcivescovo Andrea Giacinto Longhin, O.F.M.Cap.
- Patriarca Carlo Agostini
- Vescovo Guido Maria Mazzocco
- Arcivescovo Giacinto Giovanni Ambrosi, O.F.M.Cap.